# Tropimeris monodon
Tropimeris monodon är en stekelart som beskrevs av Boucek 1958. Tropimeris monodon ingår i släktet Tropimeris och familjen bredlårsteklar.
Artens utbredningsområde är Sri Lanka. Inga underarter finns listade i Catalogue of Life.